# Атакама

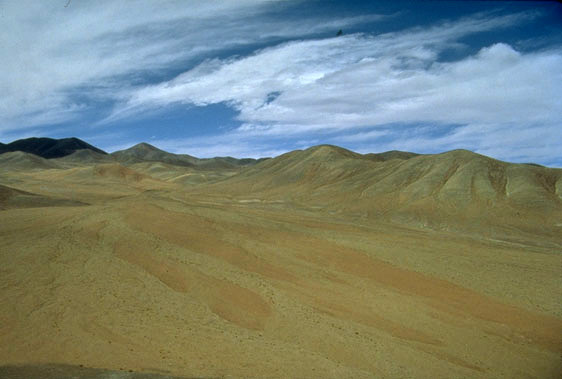
Пустеля Атакама

Атакама на мапі Південної Америки

Атака́ма — пустеля в Південній Америці, охоплює 1000 км смугу землі на тихоокеанському узбережжі Південної Америки, на захід від Анд. Пустеля Атакама, за даними НАСА, Національного географічного товариства, та багатьох інших джерел є найсухішою пустелею у світі через дощовий сутінок з підвітряного боку чилійського прибережного хребта, а також інверсії температури, як результат впливу холодної Перуанської течії. Атакама займає 105 000 км² території на півночі Чилі, в основному складається з соляних басейнів, піску та потоків кислої лави в напрямку Анд. Пересічна річна температура змінюється з півночі на південь від +20 до +15 °C; влітку — від +23 до +20 °C, зимою — від +16 до +12 °C. Водночас за органічними залишками вчені виявили, що 9—17 тис. років тому на місці пустелі Атакама були озера і болота.

## Найсухіша пустеля
Атакама — найсухіша пустеля на Землі, по суті безплідна, оскільки заблокована від вологи з обох боків Андами та Чилійським прибережним хребтом. Прибережна інверсія температури, створена холодною Перуанською течією та субтропічним антициклоном, відіграє головну роль в збережені посушливого клімату Атаками. Середня кількість опадів в чилійському регіоні Антофагаста становить всього 1 мм на рік. Деякі метеостанції Атаками взагалі не фіксували жодної краплі дощу. Факти свідчать, що в деяких районах пустелі, можливо, не випадали дощі з 1570 по 1971 рік. Пустеля настільки посушлива, що гори, висота яких становить 6885 м повністю вільні від льодовиків, а в південній частині з 25° до 27° пд. ш. можливо не покривалась льодовиком протягом усього четвертинного періоду, хоча багаторічна мерзлота спускається до висоти 4400 м а суцільний шар мерзлоти починається з 5600 м. Дослідження, проведені групою британських вчених, припускають, що деякі русла річок були сухими протягом 120 000 років.
Деякі частини Атаками отримують морський туман, який місцеві мешканці називають каманчака (camanchaca), забезпечуючи достатню кількість вологи для синьо-зелених водоростей, лишайників, та деяких видів кактусів. За 100 км на схід від міста Антофагаста, на висоті 3000 м над рівнем моря характеристики ґрунту зрівнянні з пробами, взятими на Марсі. Завдяки своєму неземному зовнішньому вигляду, пустелю Атакаму часто використовують як місце для зйомок фільмів з марсіанськими пейзажами, найвідомішим з яких є «Космічна одіссея: подорож до планет».
У 2003 році в журналі «Наука» команда дослідників опублікувала доповідь під назвою «В пустелі Атакама, Чилі, ґрунти подібні до аналогічних марсіанських, та межа посушливості мікробного життя», у якій вони продублювали тести, виконані космічними апаратами «Вікінг-1» та «Вікінг-2» на Марсі, взявши проби для аналізу на наявність життя. Слідів життєдіяльності мікроорганізмів в пустелі Атакама виявити не вдалося. У цьому відношенні територія є унікальною на Землі, і нині використовується НАСА для перевірки космічних апаратів для майбутніх досліджень Марса.

## Людська діяльність
Атакама малонаселена, більшість населених пунктів розташовані вздовж узбережжя Тихого океану. Так на узбережжі на кордоні пустелі знаходяться великі чилійські порти — Арика і Ікіке. У внутрішніх районах пустелі, оази та деякі долини були заселені протягом тисячоліть, ставши місцем найрозвинутіших доколумбових культур, розташованих у Чилі. Ці оази мають незначне населення та рівень міського розвитку, а з початком 20-го століття, зіткнулись з проблемами забезпечення водними ресурсами, необхідних для прибережних міст і гірничодобувної промисловості.
Прибережні міста виникли в XVI, XVII та XVIII століттях під час існування Іспанської імперії. Це були торгові порти, які займались відправкою срібла, видобутого в Потосі та інших шахтарських містечках. Під час XIX століття Атакама перебувала під контролем Болівії, Чилі та Перу і невдовзі стала зоною конфлікту через відкриття родовищ нітрату натрію та невизначені кордони. Після Тихоокеанської війни, в якій Чилі зуміла анексувати більшість пустелі, міста вздовж узбережжя перетворились на міжнародні порти, і багато чилійських робітників переселилися туди. Зі стрімким розвитком видобутку селітри та гуано в XIX столітті населення швидко зросло, переважно за рахунок еміграції з центральної частини Чилі. У XX столітті видобуток нітратів значно знизився, і значна частина чоловічого населення пустелі стала значною проблемою для чилійської держави. Серед робітників поширювались комуністичні та анархічні ідеї, в усьому регіоні розгорнулися протести.
В оазі, посеред пустелі, на висоті 2000 метрів над рівнем моря розташоване поселення Сан-Педро-де-Атакама. У поселені збереглась церква, збудована іспанцями в 1577 році. В доіспанський період, ще до виникнення імперії інків, надзвичайно посушливі внутрішні області були заселені, головним чином племенами атакаменьйо. Плем'я відоме будівництвом фортифікаційних споруд, відомих під назвою пукара, один з яких добре видно за кілька кілометрів від Сан-Педро-де-Атакама.
Пустеля Атакама знову стала джерелом багатства починаючи з 1950-х завдяки добуванню міді. В Атакамі розташовані мідні рудники Ескондида та Чукікамата.
Через Атакаму проходить Панамериканське шосе.

### Вода
Для збирання води місцеві жителі використовують «туманоуловлювачі». Це циліндри висотою з людський зріст, стінки яких виготовлені з нейлонових ниток. Туман конденсується на стінках циліндра і стікає донизу по нейлонових нитках у бочку. За допомогою такого пристрою можна зібрати до 18 літрів води на добу.

### Покинуті міста
Пустеля має багаті родовища міді та інших корисних копалин, а також найбільші у світі запаси натрієвої селітри, яка видобувалась у великих масштабах до початку 1940 року. Намагання взяти під контроль величезні поклади натрієвої селітри, розташовані в пустелі, призвела до конфлікту Чилі та Болівії в другій половині XIX століття.
Зараз пустеля нараховує близько 170 покинутих шахтарських міст з видобутку селітри, майже всі з них були закриті через кілька десятиліть після винаходу виробництва синтетичних нітратів у Німеччині на початку 20-го століття. Найбільші з них Чакабуко, Гумберстоун, Санта Лаура, Педро де Вальдівія, Пуелма та Марія Єлена.

### Аварія на шахті в пустелі Атакама
5 серпня 2010 року 33 гірники (32 з Чилі і 1 з Болівії) у віці від 19 до 63 років, опинилися в пастці шахти Сан-Хосе з видобутку міді та золота на глибині 700 метрів. Шахта Сан-Хосе розташована в пустелі Атакама. Пробуривши вертикальну свердловину шириною 7,5 см, на сімнадцятий день після аварії був встановлений контакт з шахтарями, які опинились в підземному полоні. Через цей отвір шахтарі отримували продовольство та інші необхідні їм предмети.
12 жовтня 2010 року, приблизно о 23:30 рятувальна капсула підняла на поверхню першого шахтаря. Усі 33 шахтарі були врятовані протягом 21 години з моменту підняття першого шахтаря на поверхню. У результаті аварії людям довелося перебувати під землею протягом рекордних 70 днів.

## Флора та фауна
Деякі частини пустелі настільки посушливі, що жодна рослина чи тварина там не може вижити. Поза цими екстремальними областями коники пісочного кольору, жуки та їх личинки є цінним джерелом їжі. Пустельні оси та метелики можуть траплятися під час теплого й вологого сезону. Червоні скорпіони живуть у пустелі. На прибережних пагорбах туман з океану забезпечує достатню кількість вологи для сезонних рослин і кількох видів тварин. Кілька видів рептилій і амфібій живе в цих районах: Chaunus atacamensis, Microlophus atacamensis, Liolaemus atacamensis, Liolaemus fabiani. Птахи, ймовірно, є найбільшою групою хребетних тварин в Атакамі. Пінгвін перуанський живе цілий рік уздовж узбережжя й гніздиться в скелях поруч із океаном, андські фламінго Phoenicoparrus andinus злітаються поїсти водорості. Багато інших птахів [вкл. колібрі й горобців] злітаються сезонно, щоб поживитися комахами, нектаром, насінням та квітами. Лише кілька спеціально пристосованих видів ссавців живе в Атакамі, наприклад, листовух Дарвіна Phyllotis darwini. Великі тварини, такі як гуанако й вікунья, пасуться в районах, де є трава, переважно де вона сезонно зрошується талою водою. Ластоногі часто збираються уздовж узбережжя.

## Астрономічні обсерваторії
Через значну висоту над рівнем моря, практично відсутню хмарність, сухе повітря, низький рівень світлового забруднення та радіоперешкод (завдяки великій віддаленості міст один від одного), пустеля є одним з найкращих місць у світі для проведення астрономічних спостережень. Європейська південна обсерваторія управляє двома своїми основними обсерваторіями в Атакамі:
- обсерваторія Ла-Сілья
- обсерваторія Паранал, яка експлуатує Дуже великий телескоп
- APEX

У наш час в пустелі Атакама здійснюється будівництво Великого міліметрового радіотелескопа Атаками (ALMA) для обсерваторії Llano de Chajnantor — найбільший і найдорожчий наземний астрономічний проєкт на сьогодні. ALMA є продуктом міжнародного партнерства між Європою, Північною Америкою, Східною Азією та Республікою Чилі. ALMA розташований на висоті 5000 м над рівнем моря в пустелі Атакама (північ Чилі), комплекс складається з 66 радіотелескопів рефлекторів, 54 з яких мають діаметр 12 м (субміліметрові) та 12 телескопів діаметром 7 м (міліметрові) вони розташовуються на площі від 150 м до 16 км в залежності від поставленої задачі.

## Інші способи використання

### Спорт
Пустеля Атакама популярна серед любителів всесезонних видів спорту. Тут проходили різні чемпіонати, в тому числі ралі «Нижня Атакама», «Нижня Чилі», «Патагонія-Атакама», а також останні етапи ралі Дакар. Ралі було організовано спортивною організацією Amaury та проводилося у 2009, 2010, 2011 та 2012 роках. Дюни пустелі — ідеальне місце для ралійних перегонів, розташоване на околицях міста Копіапо. 15-денне ралі Дакар 2013 року стартувало 5 січня в Лімі, Перу, пройшло через Чилі, Аргентину та назад до Чилі, фінішувавши в Сантьяго. Відвідувачі також використовують піщані дюни пустелі Атакама для сноубордингу (ісп. duna).
У тижневому пішому забігу під назвою Atacama Crossing учасники перетинають різні ландшафти Атаками.
Подія під назвою «Марафон вулканів» відбувається поблизу вулкану Ласкар у пустелі Атакама.

### Гонки на сонячних автомобілях
Вісімнадцять автомобілів на сонячних батареях були представлені перед президентським палацом (Ла Монеда) у Сантьяго у листопаді 2012 року. 15-19 листопада 2012 року вони взяли участь у перегонах на 1300 км пустелею.

### Туризм
Більшість людей, які приїжджають оглянути пам'ятки пустелі, зупиняються в містечку Сан-Педро-де-Атакама. Пустеля Атакама входить до трійки найпопулярніших туристичних місць у Чилі. Для астрономів і науковців зарезервований спеціально побудований ESO готель.

### Акумуляторна батарея
З 2024 року іспанська компанія Grenergy будує акумуляторну батарею «Oasis de Atacama» на основі фотоелектричної енергії. Її потужність становить близько 2 ГВт сонячної енергії разом з 11 гігават-годинами (ГВт-год) зберігання.
Grenergy уклала угоду з BYD на постачання великомасштабних систем зберігання загальною потужністю 3 ГВт-год для Oasis de Atacama.

## Гейзер Ель-Татіо
Близько 80 гейзерів знаходяться в долині приблизно за 80 км від міста Сан-Педро-де-Атакама. Вони розташовані ближче до міста Чіу-Чіу.

## Термас-Баньйос-де-Пурітама
Баньйос-де-Пурітама — це кам'яні басейни, розташовані 60 кілометрів (37 миль) від гейзерів.

## Цікаві факти
- У жовтні 2003 року в покинутому чилійському містечку Ла Норія (ісп. La Noria), яке розташоване в пустелі Атакама приблизно за 56 км від містечка Ікіке, було знайдено так званого гуманоїда Атаками[17].
- В Атакамі знаходиться Рука пустелі.
- в Атакамі знаходиться Тарапака — геопетрогліф Гігант із пустелі Атакама

## Галерея

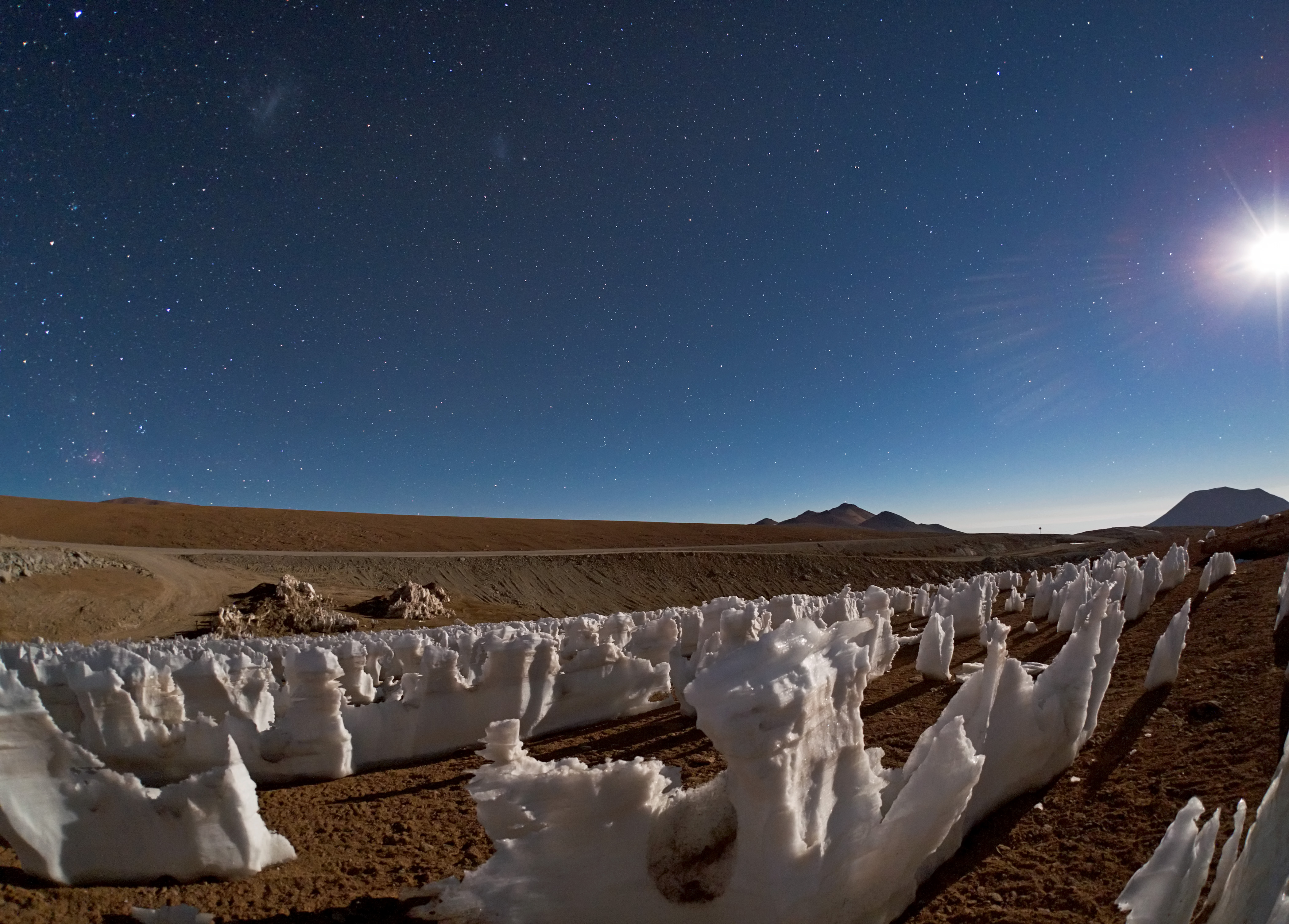
Чахнантор
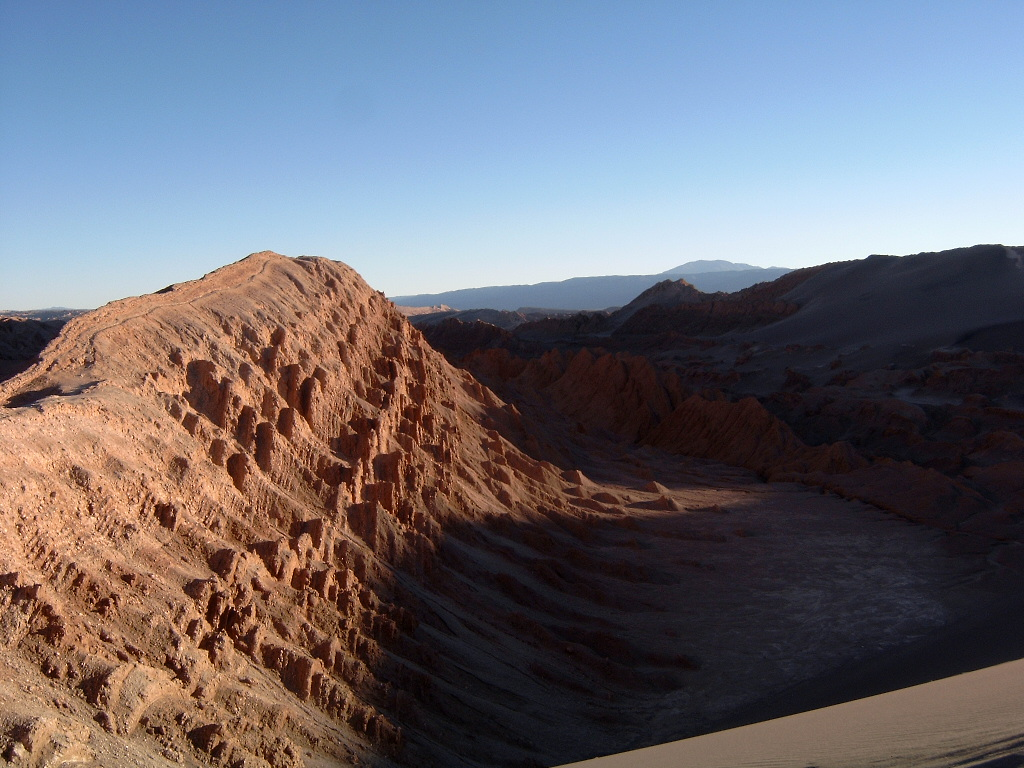
Провінціальний парк Ісчігуаласто, поблизу Сан-Педро-де-Атакама
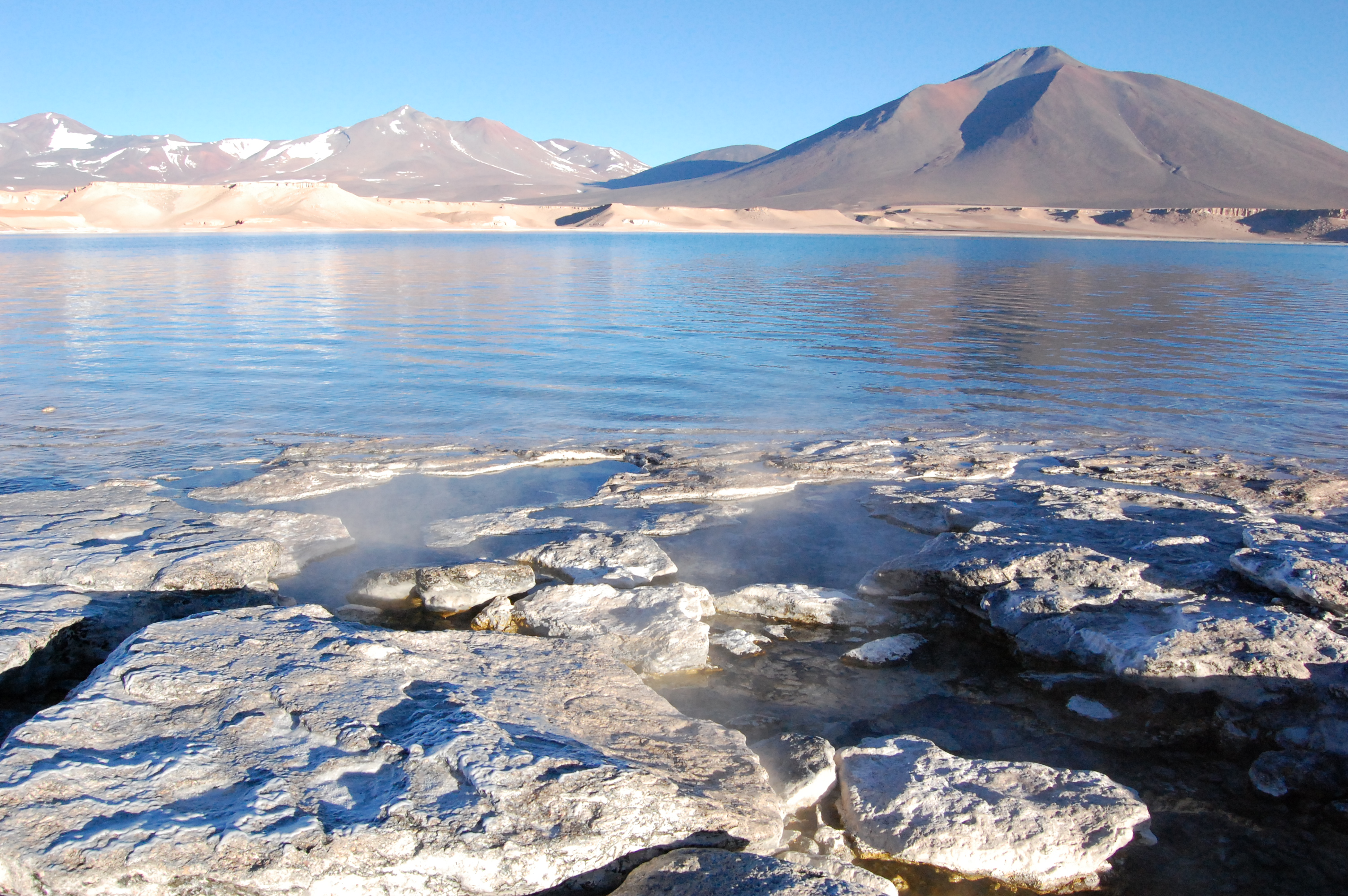
озеро Лагуна-Верде
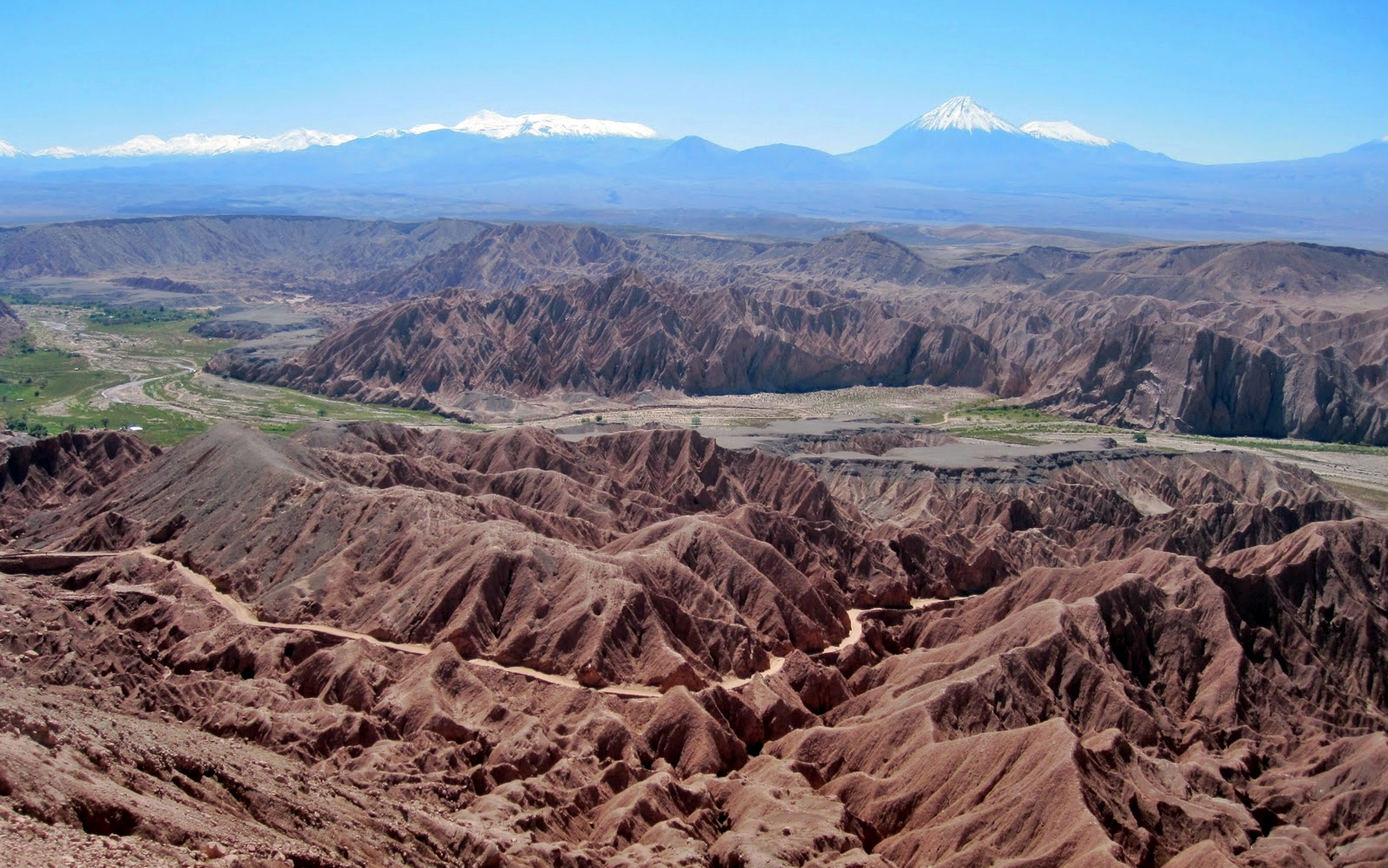
Долина в Атакамі
Захід сонця
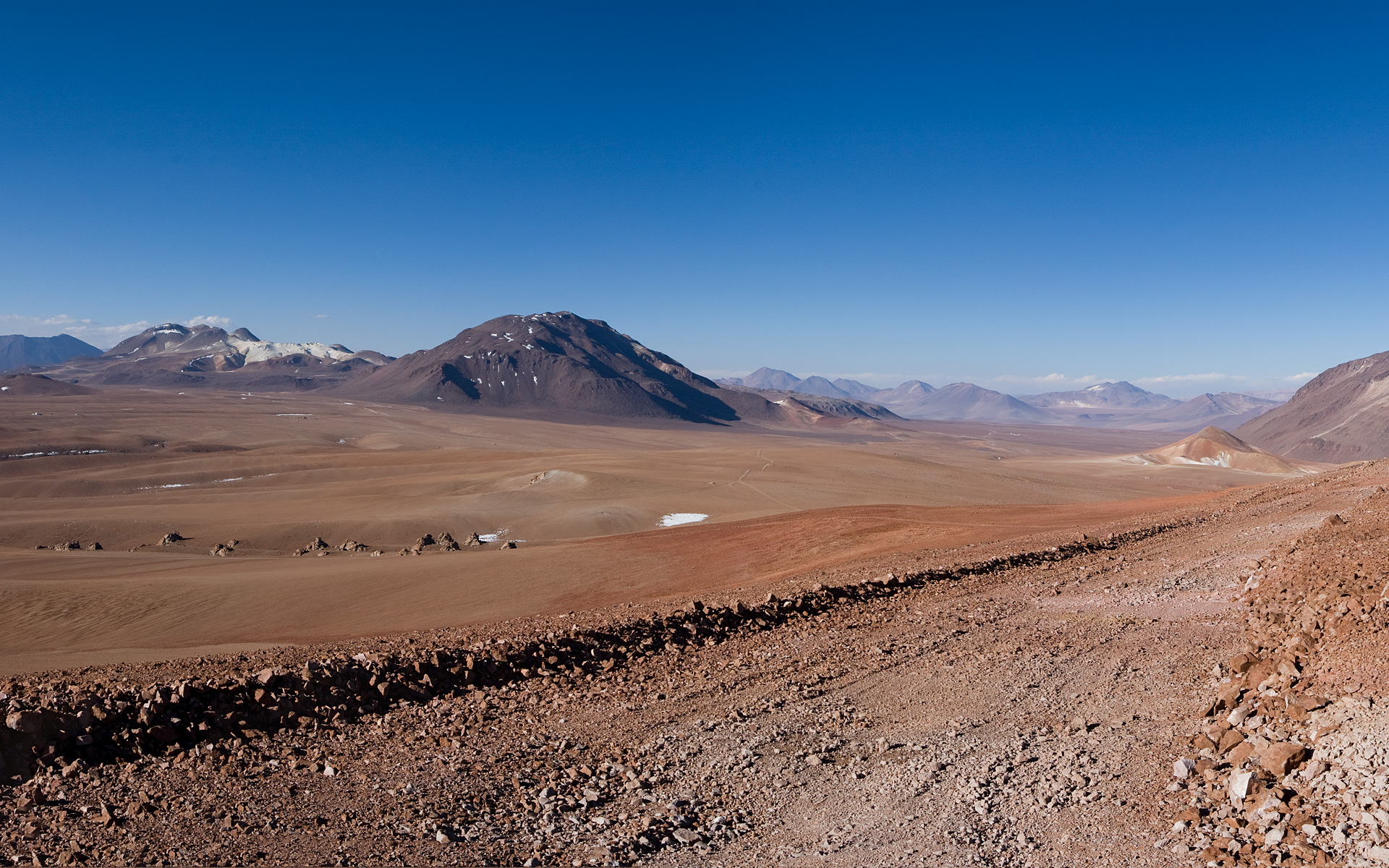
Плато Чахнантор у Чилійських Андах, місцезнаходження ESO/NAOJ/NRAO ALMA
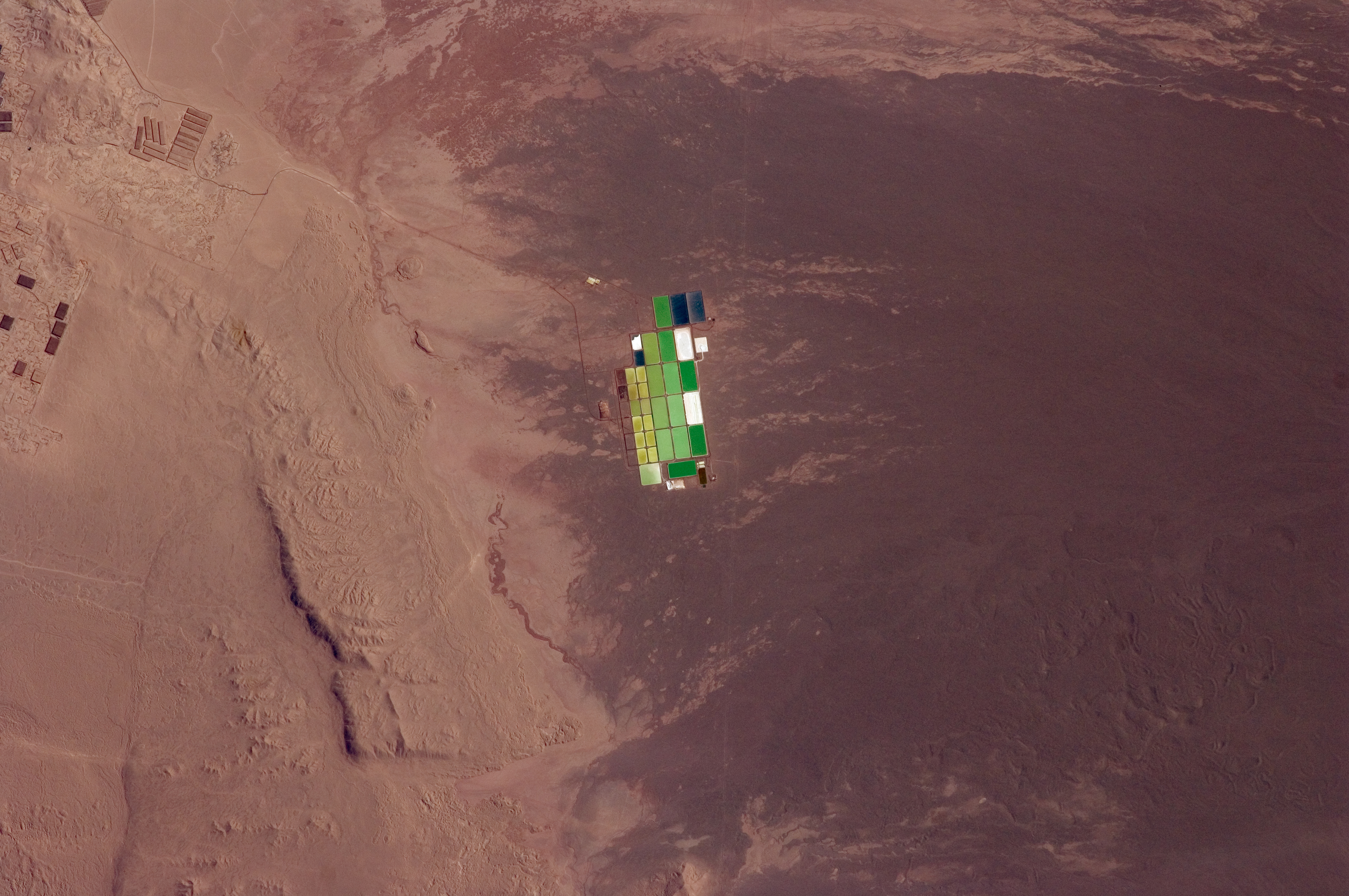
Добування солі в Атакамі
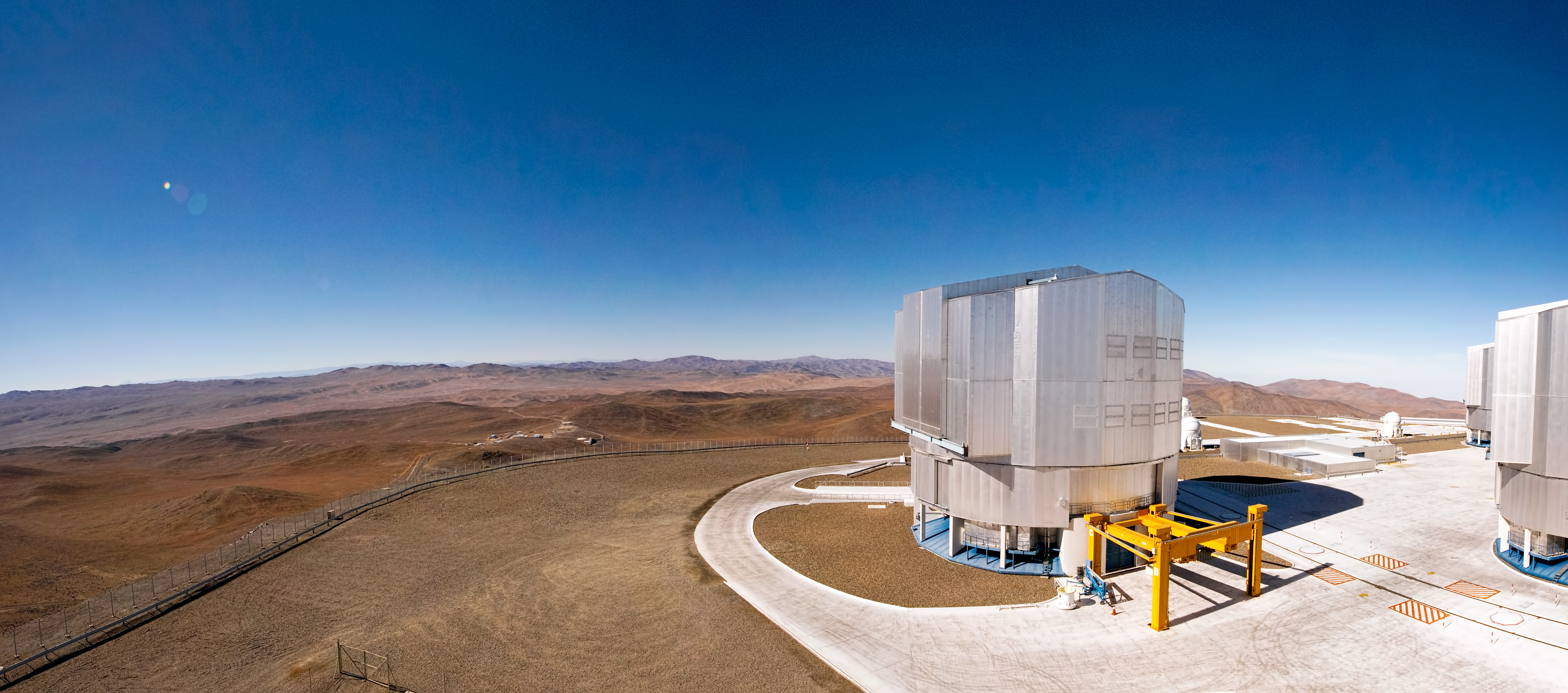
Обсерваторія Паранал
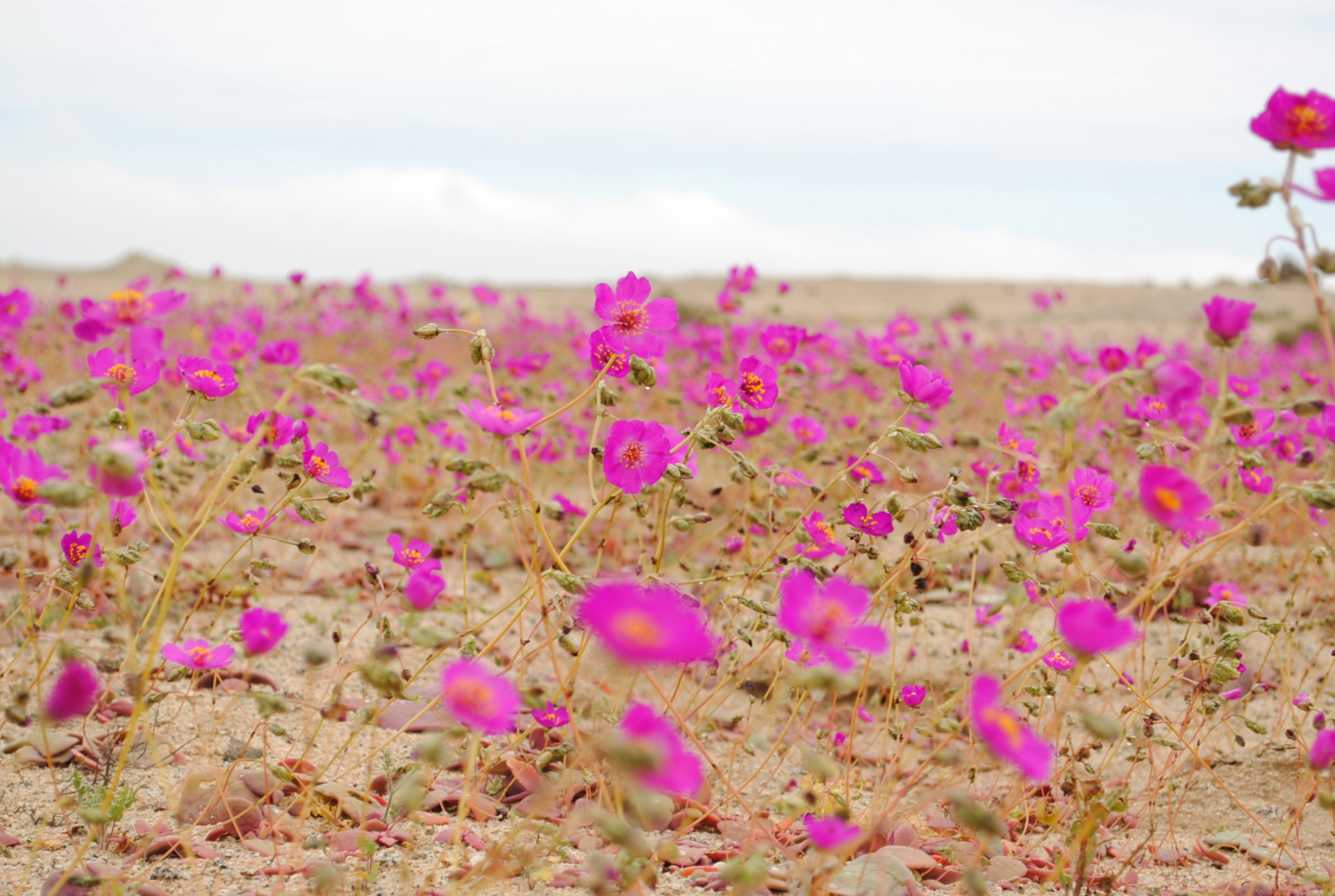
Квітуча пустеля
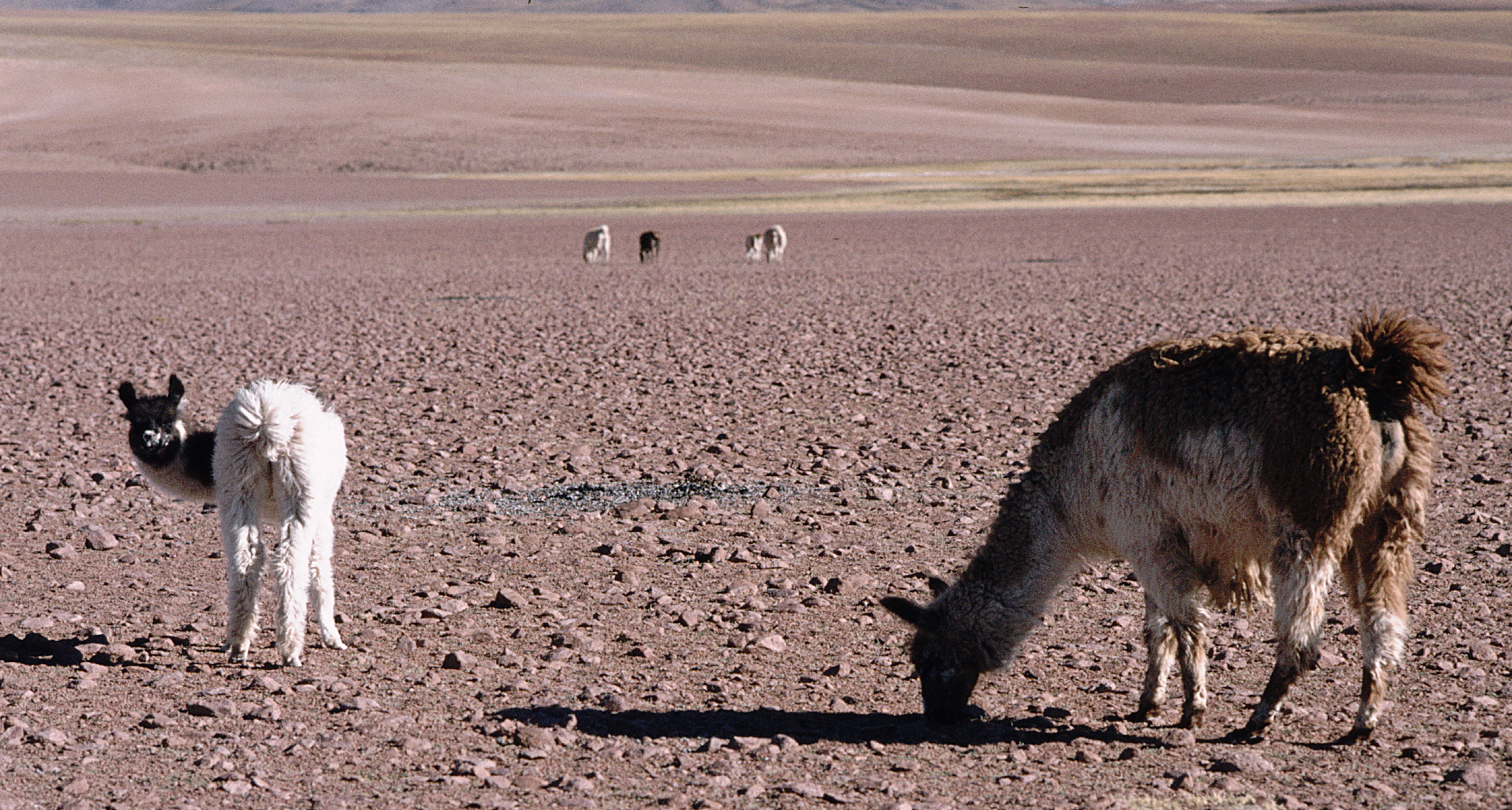
Лами
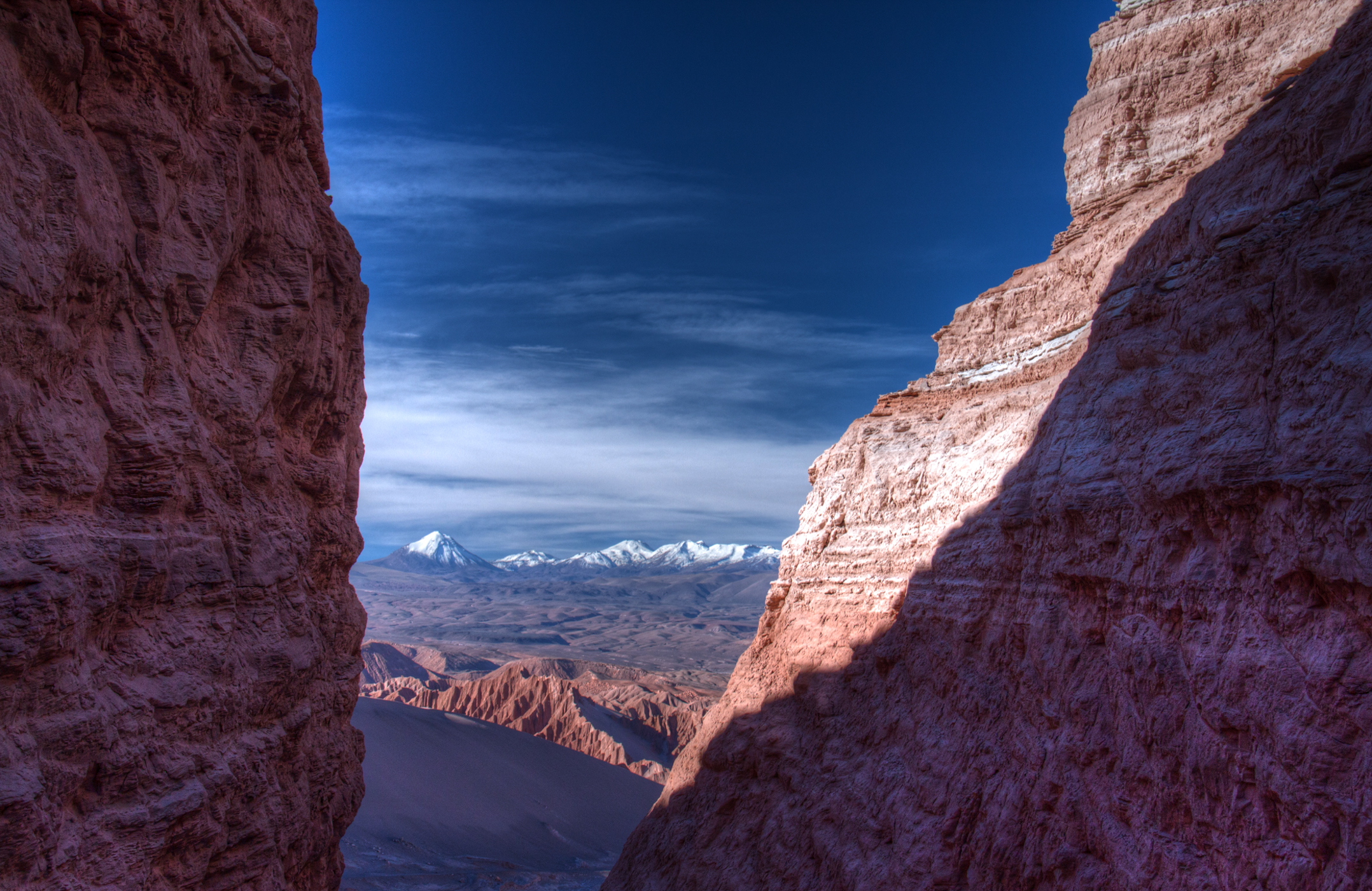
Долина смерті
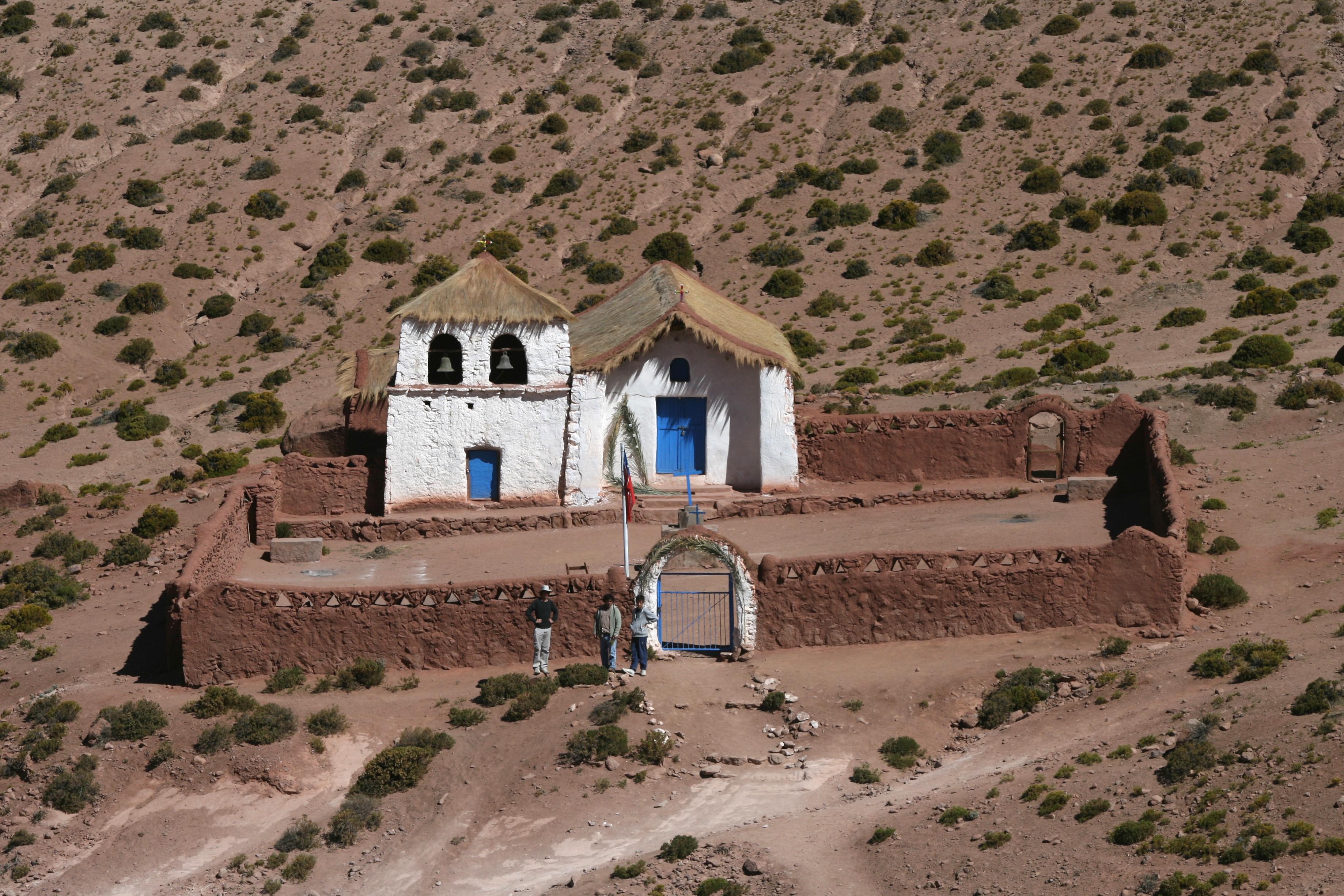
Каплиця Мачука